# Stopíra
Ianique dos Santos Tavares (Praia, Cabo Verde, 20 de mayo de 1988), conocido como Stopíra, es un futbolista caboverdiano que juega de defensa en el S. C. U. Torreense de Portugal.

## Biografía
En la temporada 2008-09 fue firmado por Santa Clara, pero solo jugó seis partidos de liga en la primera temporada, incluyendo 5 cerca de la final de la temporada. En la siguiente temporada, se convirtió en un habitual del equipo, hizo 26 partidos de liga, todos como titular. A finales de junio de 2010, el portugués de primera división del club Vitoria SC intentó ficharlo por delante de la nueva temporada. Pero Santa Clara estaba pidiendo la opción de compra del jugador (250 000 €), que era demasiado alto para ellos. Más tarde, el 10 de julio de 2010, Stopira fue presentado como nuevo jugador del Deportivo. Su contrato es de cuatro años y se espera a fin de alternar entre su primer equipo y el equipo B. Deportivo en la actualidad posee el 65% de sus derechos.
Llegó al Deportivo procedente del Santa Clara, de la segunda división de Portugal, con 22 años y es internacional absoluto con Cabo Verde. El club coruñés ha adquirido el 65 por ciento de los derechos económicos y federativos del futbolista. Stopira firmó con el Deportivo por cuatro temporadas con una cláusula de rescisión de 20 millones de euros. El lateral izquierdo deportivista disputó 26 encuentros como titular en 2009.
En 2011 se desvincula del Deportivo y ficha por el Feirense de Portugal.

## Selección nacional
Fue titular en el amistoso que Cabo Verde disputó con Portugal antes del Mundial de Sudáfrica y que terminó con empate a cero.

## Palmarés

### Títulos nacionales
| Título              | Club           | País    | Año  |
| ------------------- | -------------- | ------- | ---- |
| Magyar Szuperkupa   | Videoton F. C. | Hungría | 2012 |
| Nemzeti Bajnokság I | Videoton F. C. | Hungría | 2015 |
| Nemzeti Bajnokság I | Videoton F. C. | Hungría | 2018 |
| Copa de Hungría     | MOL Vidi F. C. | Hungría | 2019 |